# 21-я танковая дивизия (СССР)
21-я танковая дивизия — воинское соединение Вооружённых Сил СССР в Великой Отечественной войне.

## История дивизии
Дивизия сформирована в марте 1941 года в Ленинградском военном округе на базе 40-й танковой Краснознамённой бригады. На 22 июня 1941 года дислоцировалась в Лемболово, Чёрная Речка, Сертолово-2, имея в своём составе 121 Т-26 с 45-мм пушкой, 22 огнемётных ХТ, 39 пулемётных двухбашенных Т-26, 6 Т-26 двухбашенных с 37-мм пушкой, 2 СТ-26, 8 тягачей-транспортеров Т-26, 3 Т-38.
В действующей армии с 22 июня 1941 по 3 марта 1942 года.
В 12-00 22 июня 1941 года в дивизии объявлена боевая тревога, в 7-00 23 июня 1941 года дивизия выступила двумя колоннами в район Иля-Носкуа, к вечеру 24 июня 1941 года танковые полки, штаб дивизии и разведывательный батальон сосредоточились в назначенном районе, мотострелковый полк, шедший пешим маршем, сосредоточился только вечером 27 июня 1941 года. В течение конца июня 1941 года танки дивизии придавались различным соединениям 19-го и 50-го стрелковых корпусов. 2 июля 1941 года в составе дивизии был сформирован разведотряд в составе 13 танков, из них 3 огнемётных, одного БА-10 и роты мотострелкового полка. При поддержке артиллерии 115-й стрелковой дивизии разведотряд перешёл границу по шоссе из Энсо в направлении Иматры, продвинулся на 3-4 километра, был остановлен огнём и взяв пленного, вернулся обратно.
2 июля 1941 года дивизия была разделена: 41-й танковый полк отправлен для поддержки 198-й моторизованной дивизии и 4 июля 1941 года совместно с ней ведёт бои в районе Койвумяки, Ахола, Эско. Остальные части дивизии 3 июля 1941 года перешли в наступление из района Энсо на Иматру, которое в общем было отбито финскими войсками и дивизия к утру 4 июля 1941 года вышла из боя, приводит себя в порядок 4 и 5 июля в районе Яски. C 6 июля 1941 года погружается в эшелоны и перебрасывается южнее Ленинграда, оставив в распоряжении 23-й армии 54 Т-26. 8 июля 1941 года оба танковых полка и дивизион гаубичного полка выгрузились в Луге. 9 июля 1941 года в связи с некомплектом (всего в дивизии насчитывалось 115 танков), танковые полки сведены в один, 42-й танковый полк, и дивизия начала марш к Порхову, хотя была возвращена обратно, но вечером 10 июля 1941 года вновь выступает по прежнему маршруту. В пути потеряла связь с 21-м мотострелковым полком, который обнаружился только 17 июля 1941 года севернее Уторгоша. 11 июля 1941 года совместно с остатками 90-й стрелковой дивизии и 5-го пограноторяда атакует противника в деревне Камарино, потеряла 17 танков. 12 июля 1941 года совершила марш и сосредоточилась в районе Болоцко, 13 июля 1941 года, после череды противоречивых приказов, выступила маршем на Городище, в бою с авангардом противника пробилась к селу, где оборону занимал 835-й стрелковый полк 237-й стрелковой дивизии с дивизионной артиллерией, и с 13 июля 1941 года дивизия была подчинена командиру 237-й стрелковой дивизии. Участвует в контрударе под Сольцами. Ведёт бои в районе Городище и Болоцко до 19 июля 1941 года, разбросанными группами пытаясь уничтожить противника южнее села, наступает на Большой Звад. Затем заняла позиции по рубежу реки Мшага. К 31 июля 1941 года насчитывала всего 35 танков.
7 августа 1941 года дивизия вошла в состав 48-й армии, в чьё подчинение был передан 21-й гаубичный артиллерийский полк, а также в том числе за счёт дивизии начал формироваться 108-й отдельный танковый батальон. C 10 августа 1941 года вновь отбивает атаки противника, перешедшего в наступление, постоянно подвергается сильным авианалётам. С 15 августа 1941 года дивизия, передав практически весь автотранспорт в другие части, выводится в резерв, к утру 17 августа 1941 года сосредоточилась в Крестцах и уже начала марш за Волхов, растянувшись колонной, но была развёрнута и по приказу должна была занять оборону на рубеде Долгово, Некохово, Молодивское, Андрюхиново. Однако быстрое продвижение немецких войск не позволило организовать оборону на этом рубеже, и дивизия была расчленена. Штаб дивизии, вместе с медсанбатом и батальоном связи попал в окружение и, уничтожив автотранспорт, выходил из окружения по маршруту Земтицы — Замошье — Ольховка — Пятницы — Воронин Остров. Танковые полки, подойдя к Некохово, были отброшены авангардами немецких войск и начали отход к деревне Ольховка. 19 августа 1941 года остатки дивизии сосредоточились в районе Воронина Острова и вышли маршем через Трубников Бор в район Дроздово.
21—22 августа 1941 года наступает на Апраксин Бор. К тому времени фактически являлась стрелковой частью. С развитием немецкого наступления с боями отступает на север, к Ладожскому озеру. После 8 сентября 1941 года оказалась за кольцом блокады, южнее Ладожского озера. Во время наступления немецких войск на Тихвин и контрнаступления советских войск действовала в составе войск 54-й армии, прикрывавшей Волхов, Войбокало и южное побережье Ладожского озера.
12 февраля 1942 дивизия сдала рубеж обороны 265-й стрелковой дивизии, погружена в эшелоны на станции Жихарево, к 20 февраля 1942 года сосредоточилась в Вологде.
3 марта 1942 года обращена на формирование 103-й, 104-й и 168-й танковых бригад.

### Действия 21-го мотострелкового полка
19 июля 1941 года 21-й мотострелковый полк был изъят из подчинения дивизии и переправлен в район Учно, в 30 километрах западнее Старой Руссы.
23 июля 1941 года полк совместно с 28-м мотострелковым полком и частями 180-я стрелковая дивизия перешёл в наступление на Городок в 6 километрах юго-западнее Сольцов, овладел совхозом «Выботь» и окружил населённый пункт Угощь, 24 июля 1941 года уничтожив окружённого противника, полк продолжил наступление, к исходу 25 июля 1941 года вышел к лесу южнее Сольцов, и приступил к обстрелу города.
В связи с ухудшением обстановки на Дновском направлении, изъят из подчинения 180-й стрелковой дивизии и переброшен к станции Волот, где вражеские войска контратаковали 163-я моторизованная дивизия и 182-я стрелковая дивизия. Введение в бой полка ситуации не поменяло, и в дальнейшем полк действовал в составе 182-й стрелковой дивизии и 202-й стрелковой дивизии, пока 8 октября 1941 года не был переформирован в 1017-й стрелковый полк 202-й стрелковой дивизии.
В танковой же дивизии 7 ноября 1941 года был сформирован 21-й мотострелковый полк 2-го формирования, который 15 февраля 1942 года обращён на формирование 951-го стрелкового полка 265-й стрелковой дивизии, сменившей 21-ю танковую на позициях.

## Полное название
21-я танковая Краснознамённая дивизия

## Подчинение
| Дата                  | Фронт (округ)         | Армия                                     | Корпус (группа)              | Примечания |
| --------------------- | --------------------- | ----------------------------------------- | ---------------------------- | --- |
| 22 июня 1941 года     | Северный фронт        | 23-я армия                                | 10-й механизированный корпус | - |
| 01 июля 1941 года     | Северный фронт        | 23-я армия                                | 10-й механизированный корпус | - |
| 10 июля 1941 года     | Северный фронт        | Лужская оперативная группа                | -                            | с 11.07.1941 — в подчинении 1-го механизированного корпуса с 13.07.1941 — в подчинении 237-й стрелковой дивизии |
| 01 августа 1941 года  | Северо-Западный фронт | Новгородская армейская оперативная группа | -                            | кроме 21-го мотострелкового полка                                                                               |
| 01 сентября 1941 года | Ленинградский фронт   | 48-я армия                                | -                            | кроме 21-го мотострелкового полка                                                                               |
| 01 октября 1941 года  | Ленинградский фронт   | 48-я армия                                | -                            | кроме 21-го мотострелкового полка                                                                               |
| 01 ноября 1941 года   | Ленинградский фронт   | 54-я армия                                | -                            | кроме 21-го мотострелкового полка                                                                               |
| 01 декабря 1941 года  | Ленинградский фронт   | 54-я армия                                | -                            | - |
| 01 января 1942 года   | Ленинградский фронт   | 54-я армия                                | -                            | - |
| 01 февраля 1942 года  | Ленинградский фронт   | 8-я армия                                 | -                            | - |
| 01 марта 1942 года    | -                     | -                                         | -                            | нет данных |

## Состав
- 41-й танковый полк
- 42-й танковый полк
- 21-й мотострелковый полк
- 21-й гаубичный артиллерийский полк
- 21-й разведывательный батальон
- 21-й отдельный зенитно-артиллерийский дивизион
- 21-й отдельный батальон связи
- 21-й автотранспортный батальон
- 21-й ремонтно-восстановительный батальон
- 21-й понтонный батальон
- 21-й медицинско-санитарный батальон
- 21-я рота регулирования
- 21-й полевой автохлебозавод
- 37-я полевая почтовая станция
- 147-я полевая касса Госбанка

## Командиры
- Бунин, Леонид Васильевич, полковник (11.03.1941—20.08.1941)
- Кузнецов, Григорий Гаврилович, полковник (18.08.1941—20.03.1942).